# Przedsiębiorstwo Komunikacji Samochodowej „Polonus” w Warszawie
Przedsiębiorstwo Komunikacji Samochodowej „Polonus” w Warszawie SA (PKS Polonus) – polskie przedsiębiorstwo transportu zbiorowego z siedzibą w Warszawie, zajmujące się głównie przewozem osób na trasach lokalnych i dalekobieżnych. Właścicielem 100% akcji jest Skarb Państwa.

## Historia
Spółka PKS Polonus wywodzi się z powstałego w 1946 roku PKS-u, która swym zasięgiem obejmowała całą Polskę i przewoziła zarówno ludzi, jak i towary.
W 1967 roku odprawę autobusów, obsługujących regiony Polski po prawej stronie Wisły, przeniesiono z ul. Żytniej na dworzec Warszawa Stadion.
W roku 1984 oddano do użytku Stację Obsługi Dworca Zachodniego.
Na mocy zarządzenia Ministra Transportu i Gospodarki Morskiej dnia 1 czerwca 1990 roku utworzono Państwowe Przedsiębiorstwo Komunikacji Samochodowej w Warszawie. Okres zmian ustrojowych to wiele zmian organizacyjnych i strukturalnych mających na celu dostosowanie działalności przedsiębiorstwa do nowej rzeczywistości i nowych warunków rynkowych. W tym okresie został zmodernizowany i wymieniony tabor, zostały uruchomione stałe połączenia międzynarodowe i nowe połączenia dalekobieżne. Uruchomiona została też, jako jedyna na tamte czasy w Polsce, telefoniczna rezerwacja biletów.
W roku 2008 w skład przedsiębiorstwa zostały włączone PKS w Piasecznie i PKS w Nowym Dworze Mazowieckim. Uruchomiona została również możliwość internetowego zakupu biletów.
W 2011 roku Sąd Rejonowy dla m.st. Warszawy, XII Wydział Gospodarczy przekształcił przedsiębiorstwo państwowe w spółkę prawa handlowego. Od daty rejestracji, tj. 01.02.2011 roku, spółka działa pod nazwą Przedsiębiorstwo Komunikacji Samochodowej „Polonus” w Warszawie Spółka Akcyjna.

## Działalność
Spółka powstała w wyniku komercjalizacji Państwowej Komunikacji Samochodowej w Warszawie 15 grudnia 2010. Rozpoczęła działalność 1 lutego 2011 pod nadzorem Ministra Skarbu Państwa.
Od 1 lipca 2008 roku w skład przedsiębiorstwa włączone zostały PKS w Nowym Dworze Mazowieckim i Piasecznie. Po połączeniu PKS Polonus stał się największym przewoźnikiem na Mazowszu zatrudniając ponad 193 osoby. Działalność spółki prowadzona jest w oparciu o bazy w Nowym Dworze Mazowieckim, Piasecznie i Warszawie oraz w oparciu o strukturę Dworca Warszawa Zachodnia.
Z baz Piaseczno i Nowy Dwór Mazowiecki realizowane są połączenia lokalne obsługujące część aglomeracji warszawskiej. Flota autokarów PKS Polonus wyposażona jest w standard Wi-Fi oraz w moduły umożliwiające geolokalizację autokarów. Dzięki tej funkcjonalności na bieżąco można śledzić położenie autokarów będących w trasie.
Spółka jest właścicielem dworca autobusowego Warszawa Zachodnia oraz hostelu znajdującego się na Dworcu Zachodnim w Warszawie. Przedsiębiorstwo realizuje przewozy na trasach dalekobieżnych i lokalnych.
W kwietniu 2015 roku uruchomiona została platforma sprzedaży biletów dla innych przewoźników – Dworzec Online.
Prezesem zarządu spółki jest Piotr Smogorzewski, wybrany na to stanowisko w 2024 roku.
W 2018 roku spółka Polonus przeszła transformację marketingową, której jednym z elementów jest nowe logo. 